# Merléac
 Merléac  (en bretón Merleag) es una población y comuna francesa, situada en la región de Bretaña, departamento de Côtes-d'Armor, en el distrito de Saint-Brieuc y cantón de Uzel.

## Demografía
| 1023 | 885 | 763 | 639 | 506 | 509 |
| Para los censos de 1962 a 1999 la población legal corresponde a la población sin duplicidades (Fuente: INSEE [Consultar]) |     |     |     |     |     |